# Spring Valley (Minnesota)
Spring Valley és una població dels Estats Units a l'estat de Minnesota. Segons el cens del 2000 tenia 2.518 habitants.

## Demografia
Segons el cens del 2000, Spring Valley tenia 2.518 habitants, 1.026 habitatges, i 662 famílies. La densitat de població era de 387,3 habitants per km².
Dels 1.026 habitatges en un 32,4% hi vivien nens de menys de 18 anys, en un 51,3% hi vivien parelles casades, en un 10% dones solteres, i en un 35,4% no eren unitats familiars. En el 30,1% dels habitatges hi vivien persones soles el 14,7% de les quals corresponia a persones de 65 anys o més que vivien soles. El nombre mitjà de persones vivint en cada habitatge era de 2,4 i el nombre mitjà de persones que vivien en cada família era de 3.
Per edats la població es repartia de la següent manera: un 26,1% tenia menys de 18 anys, un 8,3% entre 18 i 24, un 25,9% entre 25 i 44, un 20,4% de 45 a 60 i un 19,4% 65 anys o més.
L'edat mediana era de 38 anys. Per cada 100 dones de 18 o més anys hi havia 87,1 homes.
La renda mediana per habitatge era de 32.688 $ i la renda mediana per família de 42.468 $. Els homes tenien una renda mediana de 28.438 $ mentre que les dones 22.225 $. La renda per capita de la població era de 16.735 $. Entorn del 7,4% de les famílies i el 8,6% de la població estaven per davall del llindar de pobresa.

## Poblacions més properes
El següent diagrama mostra les poblacions més properes.